# Yuan Xuefen
Yuan Xuefen (Chequião, 26 de março de 1922 - Xangai, 19 de fevereiro de 2011) foi uma atriz e cantora de ópera chinesa. Ela é conhecida por modernizar a ópera Yueju.